# Dian (Armenia)
Dian – wieś w Armenii, w prowincji Aragacotn. W 2011 roku liczyła 105 mieszkańców.